# 陈次升
陈次升(1044年—1119年)，字当时。福建仙游人，宋朝进士、政治人物。
熙宁六年（1073年），登进士，曾任安丘知县、监察御史、淮南、河东提点刑狱、殿中侍御史、侍御史、右谏议大夫。崇宁初年(1102～1106年)，因论蔡京、蔡卞，被降职除名，编管循州。政和年间，官复旧职。

## 延伸阅读
[在维基数据编辑]
 《宋史·卷346》，出自脱脱《宋史》